# Compulsie
Compulsie is de psychologische term voor een dwangmatige handeling. Dwanghandelingen worden veroorzaakt door angstige gedachten of ideeën die iemand niet meer loslaten (obsessies). 
Voorbeelden van compulsies zijn: zich kleden volgens een zeer strikt patroon, overmatig vaak de handen wassen, nooit afwijken van vaste reisroutes, altijd alles willen tellen (aritmomanie), overmatig vaak controleren of de deur op slot is.
Soms worden verschillende dwangmatige gedragingen samengevoegd tot hele rituelen. Als iemand zijn vaste rituelen niet kan of wil uitvoeren, ontstaat er soms angstig gedrag of zelfs paniek.